# Ludwig Bußjäger
Ludwig Bußjäger (* 21. April 1885 in Frankenthal; † 24. Mai 1962 ebenda) war ein deutscher Politiker (FDP).
Bußjäger machte eine Schlosserlehre und wurde nach dem Besuch der Maschinenbauschule Mechanikermeister. 1905 bis 1907 war er Monteur bei der Maschinenfabrik Balcke AG Frankenthal und 1907 bis 1927 dort Werkmeister. Danach war er selbstständiger Mechanikermeister in Frankenthal. 1908 bis 1927 war er Mitglied des Deutschen Werkmeisterverband.
1930 war er Mitglied des Stadtrats Frankenthal für die Wirtschaftspartei. 1948 bis 1952 war er erneut Mitglied des Stadtrats und Bürgermeister in Frankenthal. Dem Rheinland-Pfälzischen Landtag gehörte er als Nachrücker für Anton Eberhard von 1953 bis 1955 an. Im Landtag war er Mitglied im Grenzlandausschuss.